# Речкалов, Григорий Андреевич
Григо́рий Андре́евич Речка́лов (9 февраля 1918 или 1920 — 22 декабря 1990) — генерал-майор авиации, дважды Герой Советского Союза (1943, 1944). Один из лучших лётчиков-асов Великой Отечественной войны.

## Биография
Родился в деревне Худяково Ирбитского уезда Пермской губернии (ныне — посёлок Зайково Ирбитского района Свердловской области) в крестьянской семье. Когда Григорий Речкалов учился в школе, его семья переехала в село Бобровку под Свердловском, и он закончил там 6 классов в школе посёлка Большой Исток. В 14 лет начал работать электромонтёром на местном мельничном заводе. Позднее переехал в Свердловск и поступил в школу фабрично-заводского ученичества Верх-Исетского завода. В то же самое время Речкалов начал заниматься в кружке планеристов.
В 1937 году по комсомольской путёвке направлен в Пермскую военную школу лётчиков и в 1939 году в звании сержанта был зачислен в 55-й авиационный истребительный полк в Кировограде. За время службы в полку участвовал в походе на Бессарабию. Накануне Великой Отечественной войны полк базировался на окраине города Бельцы.
За день до начала войны Речкалов проходил врачебно-лётную комиссию и был забракован по причине обнаруженного дальтонизма. Однако 22 июня, когда он вернулся в часть, начальник штаба полка дал ему срочное задание по доставке документов и на медицинское заключение даже не посмотрел. В начале войны летал на истребителе И-153 «Чайка». Первую воздушную победу он одержал 27 июня, сбив реактивным снарядом Me-109. Уже за первый месяц войны Григорий Речкалов сбил 3 вражеских самолёта, был ранен сам, но привёл самолёт на аэродром. Он был отправлен в госпиталь, а затем в запасной авиационный полк, осваивать самолёты Як-1, но в апреле 1942 года сбежал в свой полк, который к тому времени получил звание гвардейского и стал именоваться 16-й гвардейский истребительный авиационный полк (16 ГвИАП).
В полку он освоил американский истребитель «Аэрокобра». 30 декабря 1942 года приказом командующего Закавказским фронтом «за 4 лично сбитые и 2 в составе группы самолётов противника и за успешно произведенные 197 боевых вылетов» награждён орденом Красного Знамени. С весны 1943 года полк вступил в бои с противником на Кубани. За первые две недели боёв Григорий Речкалов сбил 19 самолётов противника, причём в трёх боевых вылетах он сбил по 2 самолёта, а в одном — 3. 5 мая 1943 года «за произведенные на самолёте „Аэрокобра“ 25 боевых вылетов на Кубани в период с 6 по 22.04.43 г. и лично сбитые 3 самолёта противника» награждён вторым орденом Красного Знамени.
Указом Президиума Верховного Совета СССР «О присвоении звания Героя Советского Союза начальствующему составу Военно-Воздушных сил Красной Армии» от 24 мая 1943 года за «образцовое выполнение боевых заданий командования на фронте борьбы с немецкими захватчиками и проявленные при этом отвагу и геройство» с вручением ордена Ленина и медали «Золотая Звезда».
2 октября 1943 года командир эскадрильи Речкалов «за лично 3 сбитых самолёта противника в одном воздушном бою 01.10.43 г.» награждён орденом Александра Невского. 29 октября 1943 года капитан Речкалов назначен штурманом полка.
К июню 1944 года заместитель командира полка Речкалов совершил 415 боевых вылетов, участвовал в 112 воздушных боях и сбил лично 48 самолётов противника и 6 в группе.
За новые боевые подвиги гвардии капитан Речкалов Григорий Андреевич Указом Президиума Верховного Совета СССР от 1 июля 1944 года награждён второй медалью «Золотая Звезда».
С 15 июля 1944 года по 28 февраля 1945 года временно исполнял обязанности командира 16-го гвардейского истребительного Сандомирского полка. 2 октября 1944 года присвоено звание майора. 22 октября 1944 года «за лично сбитые 5 самолётов противника» майор Речкалов награждён третьим орденом Красного Знамени. 15 апреля 1945 года назначен инспектором по пилотированию 6-го гвардейского истребительного корпуса.
Всего за время войны Речкаловым было совершено 450 боевых вылетов, 122 воздушных боя. Данные о сбитых самолётах разнятся. По одним источникам сбито 56 самолётов и 6 самолётов в группе. По данным М. Быкова, Речкалов сбил 61+4 самолёт противника.
После войны Григорий Речкалов продолжал службу в военно-воздушных силах, в 1951 году окончил Военно-воздушную академию. После окончания академии подполковник Речкалов назначен заместителем командира 10-й истребительной авиадивизии. 7 июня 1952 года полковник Речкалов назначен командиром 10-й авиационной дивизии 52-го истребительного авиакорпуса 57-й воздушной армии. 26 октября 1955 года награждён орденом Красной Звезды. В январе 1956 года назначен заместителем командира 236-й истребительной авиадивизии 34-й воздушной армии. 19 ноября 1956 года полковник Речкалов назначен командиром 146-й истребительной авиадивизии 29-й воздушной армии Дальневосточного округа. 14 августа 1957 года награждён четвёртым орденом Красного Знамени. После расформирования частей 29-й воздушной армии, генерал-майор Речкалов назначен 17 декабря 1957 года заместителем командующего истребительной авиацией отдельной Дальневосточной армии ПВО. 3 октября 1958 года генерал-майор Речкалов назначен начальником отдела боевой подготовки Новосибирского корпуса ПВО. В 1959 году он был уволен в запас. В 1961 году поступил на факультет журналистики МГУ. Жил в Москве (ул. Маршала Бирюзова, д. 4, корп. 1, кв. 8).
Умер 22 декабря 1990 года в Москве. Похоронен рядом с матерью на кладбище посёлка Бобровский Сысертского городского округа Свердловской области.

## Список воздушных побед
В наградных листах отсутствуют 3 воздушные победы Речкалова, одержанные им в 1941 году (в связи с утратой документов 55-го истребительного авиаполка за тот период). Тем не менее, эти победы отражены в документах 20-й смешанной авиадивизии, что даёт полное основание включить их в боевой счёт лётчика.
| Список воздушных побед Г. А. Речкалова | Список воздушных побед Г. А. Речкалова | Список воздушных побед Г. А. Речкалова | Список воздушных побед Г. А. Речкалова |
| № п/п                                  | Дата победы                            | Тип самолёта                           | Место победы                           |
| -------------------------------------- | -------------------------------------- | -------------------------------------- | -------------------------------------- |
| 1                                      | 26.06.1941                             | Ме-109                                 | Унгены                                 |
| 2                                      | 27.06.1941                             | Хш-126                                 | вост. Бокша                            |
| 3                                      | 11.07.1941                             | Ю-88                                   | Балта                                  |
| 4                                      | 25.05.1942                             | Ме-110                                 | р-н Изюма                              |
| 5                                      | 27.05.1942                             | Ме-110                                 | Изюм                                   |
| **                                     | 02.07.1942                             | ФВ-189                                 | Подгородное                            |
| 6                                      | 09.07.1942                             | Ме-109                                 | Берестовая                             |
| 7                                      | 09.07.1942                             | Ме-109                                 | Золотаревка                            |
| 8                                      | 09.07.1942                             | Ме-109                                 | Золотаревка                            |
| 9                                      | 11.04.1943                             | Ме-109                                 | сев. Абинская                          |
| 10                                     | 12.04.1943                             | Ме-109                                 | вост. Троицкая                         |
| 11                                     | 15.04.1943                             | Ю-88                                   | Гостогаевский — Николаевский           |
| 12                                     | 16.04.1943                             | Ме-109                                 | Абинская                               |
| 13                                     | 17.04.1943                             | Ме-109                                 | Мысхако                                |
| 14                                     | 21.04.1943                             | Ме-109                                 | Цемесская бухта                        |
| 15                                     | 21.04.1943                             | Ме-109                                 | юж. Новороссийск                       |
| 16                                     | 29.04.1943                             | Ме-109                                 | Благодарный                            |
| 17                                     | 04.05.1943                             | Ме-109                                 | юж. Неберджаевская                     |
| 18                                     | 04.05.1943                             | Ме-109                                 | высота 151,6 (Кубань)                  |
| **                                     | 04.05.1943                             | Ме-109                                 | Семенцовский                           |
| 19                                     | 05.05.1943                             | Ме-109                                 | зап. Крымская                          |
| 20                                     | 06.05.1943                             | Ме-109                                 | зап. Неберджаевская                    |
| 21                                     | 08.05.1943                             | Ме-109                                 | зап. Нижнебаканская                    |
| 22                                     | 08.05.1943                             | Ю-87                                   | зап. Верхнебаканская                   |
| 23                                     | 14.05.1943                             | Ме-109                                 | сев.-зап. Неберджаевская               |
| 24                                     | 28.05.1943                             | Ме-109                                 | юж. Киевское                           |
| 25                                     | 16.08.1943                             | Ме-109                                 | сев. Ивановский                        |
| 26                                     | 17.08.1943                             | Ме-109                                 | юж. Краснополье                        |
| **                                     | 23.08.1943                             | Хе-111                                 | Дмитриевка                             |
| **                                     | 23.08.1943                             | Хе-111                                 | Дмитриевка                             |
| 27                                     | 26.08.1943                             | Ю-88                                   | юж. Квашино                            |
| 28                                     | 29.08.1943                             | Ме-109                                 | вост. Новоспасский                     |
| 29                                     | 29.08.1943                             | Ме-109                                 | вост. Марфинская                       |
| 30                                     | 30.08.1943                             | Ю-87                                   | юж. Ново-Хрещатик                      |
| 31                                     | 02.09.1943                             | Ме-109                                 | Калинин                                |
| 32                                     | 19.09.1943                             | Хе-111                                 | сев. Мелитополь                        |
| 33                                     | 26.09.1943                             | Ме-109                                 | Большой Токмак                         |
| 34                                     | 01.10.1943                             | Ю-87                                   | Дмитриевка                             |
| 35                                     | 01.10.1943                             | Ю-87                                   | Карлсрус                               |
| 36                                     | 01.10.1943                             | Ю-87                                   | Радостный                              |
| 37                                     | 16.10.1943                             | Ю-88                                   | зап. Ногайск                           |
| 38                                     | 24.10.1943                             | Ме-109                                 | сев. Михайловка                        |
| 39                                     | 24.10.1943                             | Ме-109                                 | Бурчак                                 |
| 40                                     | 26.10.1943                             | Ю-88                                   | сев.-зап. Весёлое                      |
| 41                                     | 01.11.1943                             | Ю-87                                   | юго-зап. Перекоп                       |
| 42                                     | 01.11.1943                             | Ю-87                                   | Перекоп                                |
| 43                                     | 01.11.1943                             | Ю-87                                   | сев. Будённовка                        |
| 44                                     | 01.12.1943                             | Ю-87                                   | сев.-зап. Чучак                        |
| 45                                     | 08.12.1943                             | Ю-52                                   | юго-зап. Тендеровская коса             |
| 46                                     | 12.12.1943                             | Ю-52                                   | Аджалыкский лиман                      |
| 47                                     | 29.12.1943                             | Хе-111                                 | юж. Одесса                             |
| 48                                     | 29.12.1943                             | Фи-156                                 | Выгода                                 |
| 49                                     | 30.05.1944                             | Ме-109                                 | Таутошти                               |
| 50                                     | 31.05.1944                             | ФВ-190                                 | сев.-вост. Чужа Вода                   |
| 51                                     | 31.05.1944                             | Фи-156                                 | юго-вост. Порчешти                     |
| 52                                     | 03.06.1944                             | Ю-87                                   | Богонос                                |
| 53                                     | 03.06.1944                             | Ме-109                                 | Богонос                                |
| 54                                     | 16.07.1944                             | Ю-87                                   | юж. окр. Сушно                         |
| 55                                     | 22.07.1944                             | ФВ-190                                 | сев.-зап. Замостье                     |
| 56                                     | 02.08.1944                             | ФВ-190                                 | Ясьяны                                 |
| 57                                     | 31.08.1944                             | Ме-109                                 | Островец                               |
| 58                                     | 24.10.1944                             | Ю-52                                   | Жарновице                              |
| 59                                     | 26.01.1945                             | Ме-109                                 | Бранде                                 |
| 60                                     | 22.02.1945                             | ФВ-190                                 | сев. Круммельс                         |
| 61                                     | 22.02.1945                             | ФВ-190                                 | юж. Шадефельде                         |

Всего воздушных побед: 61+4
боевых вылетов — более 420
воздушных боёв — 122
** — групповые победы

## Награды
- Дважды Герой Советского Союза (24.05.1943, 01.07.1944);
- орден Ленина (24.05.1943);
- четыре ордена Красного Знамени (30.12.1942, 05.05.1943, 22.10.1944, 14.08.1957);
- орден Александра Невского (02.10.1943);
- орден Отечественной войны 1-й степени (11.03.1985);
- два ордена Красной Звезды (26.10.1955; 14.05.1956);
- медаль «За боевые заслуги» (24.06.1948);
- медаль «За победу над Германией в Великой Отечественной войне 1941—1945 гг.»;
- юбилейная медаль «Двадцать лет Победы в Великой Отечественной войне 1941—1945 гг.»;
- юбилейная медаль «Тридцать лет Победы в Великой Отечественной войне 1941—1945 гг.»;
- юбилейная медаль «Сорок лет Победы в Великой Отечественной войне 1941—1945 гг.»;
- другие медали СССР;
- почётный гражданин города Бельцы и других городов.

## Память

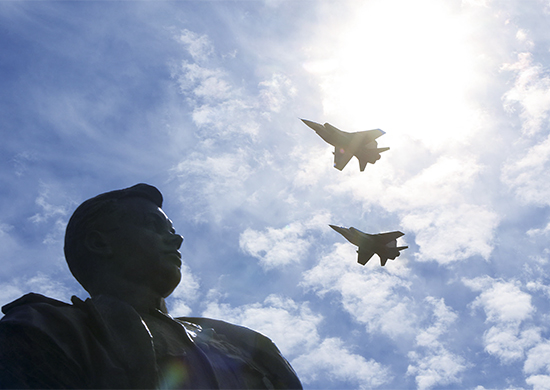
Истребители МиГ-31 совершают «полёт памяти» в честь Григория Речкалова
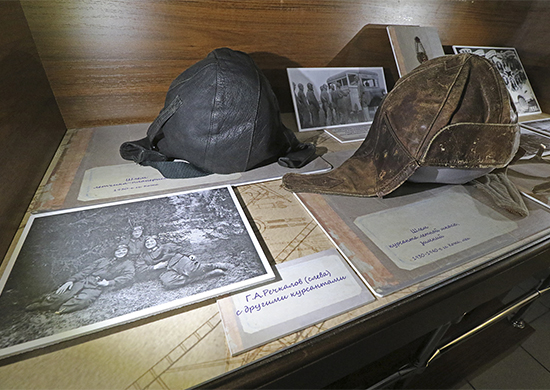
Экспонаты музея Григория Речкалова в посёлке Зайково
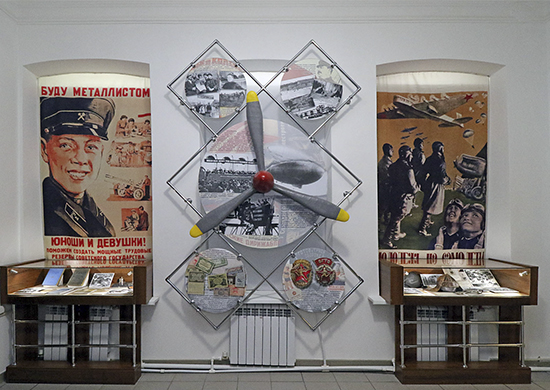
Экспонаты музея Григория Речкалова в посёлке Зайково
Бюст Григория Речкалова в посёлке Зайково

- В станице Крыловская Краснодарского края установлен бронзовый бюст Герою, внесшему значимый вклад в освобождение Кубани от немецко-фашистских войск[9]. Григорию Речкалову также присвоено звание почётного гражданина станицы Крыловской.
- На родине Героя в Зайково установлен бронзовый бюст и открыт музей на ул. Коммунистическая, 170. 15 августа 2015 года музей преобразован в музейно-патриотический комплекс, на открытии которого истребители-перехватчики МиГ-31 совершили «полёт памяти» в честь Григория Речкалова[10][11].
- Имя Героя носит школа № 1 в Зайково, где учился Григорий Речкалов, на школе установлена мемориальная доска[12], школа № 2 в посёлке Бобровский Свердловской области.
- Бюст Речкалова Г. А. установлен на бульваре Победы в городе Ирбите Свердловской области.
- В Екатеринбурге, где учился и работал Речкалов, его именем названы улица[13] и средняя школа № 31 в Академическом районе, перед школой установлен бюст лётчика.

## Сочинения
- Григорий Речкалов. В небе Молдавии. — Кишинёв: Картя молдовеняскэ, 1967, 1979. — 247 с. — 15 000 экз.
- В гостях у молодости. М., 1968.
- Дымное небо войны. Свердловск, 1968.
- Григорий Речкалов. Пылающее небо 1941-го. — Яуза, Эксмо, 2008. — 496 с. — (В воздушных боях). — 5100 экз. — ISBN 978-5-699-25675-4.
- Григорий Речкалов. 1941. Пылающее небо войны. — Яуза, Эксмо, 2009. — 496 с. — (Величайшие советские асы). — 3000 экз. — ISBN 978-5-699-35350-7.